# Älskade barn
Älskade barn (originaltitel: Liebes Kind) är en tysk kriminal- och dramaserie från 2023. Serien är regisserad av Isabel Kleefeld och Julian Pörksen som även skrivit seriens manus för strömningstjänsten Netflix. Serien är baserad på Romy Hausmanns roman med samma namn. Första säsongen består av sex avsnitt och hade premiär den 7 september 2023.

## Handling
Serien kretsar kring Lena som tillsammans med sina två barn suttit inspärrad under lång tid. När hon lyckas fly påbörjar polisen en utredning kring ett olöst fall med en försvunnen person 13 år tidigare.

## Rollista i urval
- Kim Riedle
- Naila Schuberth - Hannah
- Sammy Schrein - Jonathan
- Hans Löw - Gerd Bühling
- Haley Louise Jones - Aida Kurt
- Justus von Dohnányi - Matthias Beck
- Julika Jenkins - Karin Beck
- Birge Schade
- Christian Beermann